# Гибель рыбаков в Беринговом море (1965)
Гибель рыбаков в Беринговом море — катастрофа, происшедшая 19 января 1965 года в результате шторма, сопровождающегося морозами и интенсивным обледенением. В катастрофе исчезли находящиеся на промысле в Беринговом море средние рыболовные траулеры «Бокситогорск», «Севск», «Себеж» и «Нахичевань». Погибло около 100 человек.

## СРТ «Севск», «Себеж», «Нахичевань»
Поиски судов результатов не дали. Были найдены вещи с «Севска» и «Себежа».

## СРТ-423 «Бокситогорск»
Построен в ГДР.

Капитан — Павел Козлов. 

Экипаж — 25 человек. 

В 12 часов 39 минут «Бокситогорск» затонул в точке 58°32′ с. ш. 172°48′ з. д.58 градусов 32 минуты северной широты, 172 градуса 48 минут западной долготы. 

Траулером «Уруп» был спасён только мастер добычи Анатолий Охрименко и поднято тело матроса Валентина Ветрова.

## СоболезнованиеЦК КПССиСовета Министров СССР
В результате жестокого шторма, сопровождавшегося морозами до 21 градуса
и интенсивным обледенением, 19 января с. г. погибли находившиеся на промысле
в Беринговом море средние рыболовные траулеры «Бокситогорск», «Севск»,
«Себеж» и «Нахичевань».
Центральный Комитет КПСС и Совет Министров СССР выражают глубокое
соболезнование семьям погибших на своём посту моряков советского
рыбопромыслового флота. 
 

«ПРАВДА», 11 февраля 1965 г.

## Причины катастрофы
Комиссия по расследованию причин трагедий на основании радиограмм с погибших судов и показаний Охрименко установила, что траулеры погибли в результате потери остойчивости, вызванной интенсивным обледенением в условиях жестокого шторма.
В результате анализа вышеприведённых и ряда других случаев гибели судов от обледенения выяснилось, что основным по частоте и опасности для мореплавания является обледенение от забрызгивания и заливания забортной водой при сильном ветре и отрицательных температурах воздуха.

## Память о погибших
В Находке в 1973 году в память о погибшем траулере «Бокситогорск» одна из улиц была названа Бокситогорской. 

В Находке в 1979 году на сопке Лебединая установлен монумент «Скорбящая мать». Памятник представляет собой композицию из двух высоких пилонов со скошенными боковыми гранями. В центре композиции — скульптура женщины с ребёнком на руках, смотрящей в даль залива Находка. У подножия монумента на плите увековечены имена всех 24 рыбаков, погибших на траулере «Бокситогорск». Высота памятника — 7 метров, подиум — 14×16 метров. К памятнику ведёт лестница. Скорбящая мать олицетворяет всех матерей, жён и сестер, которые ждут возвращения рыбаков из очередного рейса.

В Невельске в 1967 году установлен мемориал «Памятник экипажам судов „Севск“, „Себеж“ и „Нахичевань“, погибшим 19 января 1965 года на трудовом посту». Мемориал был повреждён в результате землетрясения 2007 года. Был реконструирован и перенесён с высокой точки над городом на берег моря
.

## Отражение в литературе
В повести «Одержимый» Владимира Санина описана гибель СРТ «Бокситогорск».